# Abdul-Karim Haeri Yazdi
Abdolkarim Haeri Yazdi (en persa: عبدالکریم حائری یزدی; en árabe: عبد الكريم الحائري اليزدي; ‘Abd al-Karī̄m al-Ḥa’irī̄ al-Yazdī̄) (Meybod, 1859 - 30 de enero de 1937) fue un clérigo y marya taqlid chiita imaní. Célebre por ser el fundador de un importante seminario (hawza) en Qom, Irán, y por su ''desinteresado estudio en política''. Entre sus estudiantes se encontraba Ruhollah Jomeini.

## Primeros años
Haeri nació en 1859, en la ciudad de Meybod, localizado en el valle de Mehrjard, al sureste de Irán, que en entonces estaba regido por la dinastía Kayar. Realizó sus estudios en Yazd y posteriormente en Samarra, bajo la tutela de Mirza Hassan Shirazi, finalizando su formación en Náyaf bajo la tutela de Mohammad-Kazem Jorasani y Muhammad Kazim Yazdi. Según fuentes, en 1906 se desencantó con la politización de la Revolución constitucional iraní y regresó a Náyaf, Imperio otomano (actual Irak). Cuando se intensificó la injerencia política en Náyaf, Haeri se trasladó hacia Kerbala hasta que se redujo la intensidad política en 1913, regresando hacia Arak, Irá. Para 1921, él era un ''profesor renombrado y respetado'' y ''buen administrador'', y  aceptó una invitación de los mulás en Qom ''para actuar como doyen'' en los círculos de aprendizaje en aquella ciudad sagrada.
Bajo Haeri, Qom pasó de ser una respetable madrasa provincial a ser el principal centro de aprendizaje islámico chiita, al punto de estar casi al mismo nivel de Náyaf. A pesar de que ''algunos contemporáneos lo superaron'' como juristas, Haeri se convirtió en Marya Taqlid para ''muchos religiosos iraníes''.
El quietismo de Haeri se vio reflejado en su voluntad de reunirse cordialmente con el Sah Ahmad Shah Qayar y el Primer ministro Reza Pahlaví.

## Seminario de Qom
Gracias a los esfuerzos del Ayatolá Abdul Karim Haeri, Qom se ha convertido hoy, en el epicentro del aprendizaje chiíta. En el año 1921, el Ayatolá Haeri aceptó la invitación de los habitantes de Qom y vino a la ciudad con su hijo mayor. Dos meses después de su llegada, Haeri asistió a una reunión con respecto a la formación de un hawza (seminario) en la residencia del Ayatolá Paeen Shahri. En la reunión participaron empresarios, académicos y juristas, incluyendo el Ayatolá Bafqi, el Ayatolá Kabir, y el Ayatolá Faiz. Esta reunión duró horas, y la decisión final fue delegada al Ayatolá Haeri. Inicialmente, el Ayatolá Haedi creía que el hawza de Qom debería estar conformados por los ancianos y residentes de la ciudad. Sin embargo, debido a la intensa persistencia por parte de los académicos, aceptó la responsabilidad con la siguiente condición, diciendo: 'Realizaré un Istikhara sobre la base de que es posible de que me quede en Qom e invite a los estudiantes y maestros ¿Están esperando mi regreso para que vengan aquí o no?'. A la mañana siguiente y a primera hora, antes de dirigirse al salaat-e-Fajr (oración matutina), el Ayatolá Haeri buscó un Corán y se detuvo en el Haram de Bibi Ma'ssoma, participando en parejas antes de realizar el Istikhara. Se narra que el Ayatolá jamás realiza el Istikhara usando el Corán, y solía decir que no entendía completamente si el verso era bueno o malo. Sin embargo, cuando realizó el Istikhara en relación a si debía quedarse o no en Qom, dejó todo en manos de Alá, y cuando eligió el verso coránico: ‘Toma esta camisa mía, y tírala en el rostro de mi padre; él recuperará la vista y me traerá a todos sus amigos,’4 Yusuf [12:93] no le dejó ninguna duda sobre cuál era su futuro. Por lo tanto, inmediatamente comenzó la tarea de establecer un hawza, y en el proceso, escribió a todos sus antiguos alumnos de Arak para invitarlos a Qom.
Haedi Yazdi

## Hijos
- Morteza Haeri Yazdi
- Mehdi Haeri Yazdi
- Cobra Haeri Yazdi

## Estudiantes
- Ruhollah Jomeini
- Abolhasan Rafii Qazvini
- Mohammad-Reza Golpaygani
- Mohammad Ali Araki
- Sayeed Shahabuddin Marashi Najafi
- Jafar Eshraghi
- Sayeed Ahmad Zanjan
- Ayatolá Haj Mirza Khalil Kamareyi
- Mohammad Mohaghegh Damad
- Shamseddin Mataji Kojouri
- Mirza Hashem Amoli